# Galène (Néréide)
Pour les articles homonymes, voir Galène (homonymie).
Dans la mythologie grecque, Galène (en grec ancien Γαλήνη / Galếnê) est une Néréide, fille de Nérée et de Doris, citée par Hésiode dans sa liste de Néréides. 

## Famille
Ses parents sont le dieu marin primitif Nérée, surnommé le vieillard de la mer, et l'océanide Doris. Elle est l'une de leur multiples filles, les Néréides. Elle est l'une de leur multiples filles, les Néréides, généralement au nombre de cinquante, et a un unique frère, Néritès. Pontos (le Flot) et Gaïa (la Terre) sont ses grands-parents paternels, Océan et Téthys ses grands-parents maternels.

## Culte et mythologie
Galène était une déesse mineure personnifiant les eaux calmes.
Une statue de Galène, à côté de celle de Thalassa, est mentionnée par Pausanias comme offrande au temple de Poséidon à Corinthe.

## Évocation moderne

### Astronomie
(427) Galène est un astéroïde de la ceinture principale nommé d'après la Néréide.

### Zoologie
Le genre de crustacés des Galènes tient son nom de la Néréide, de même que le genre d'Algues rouges des Galènes .